# Carru

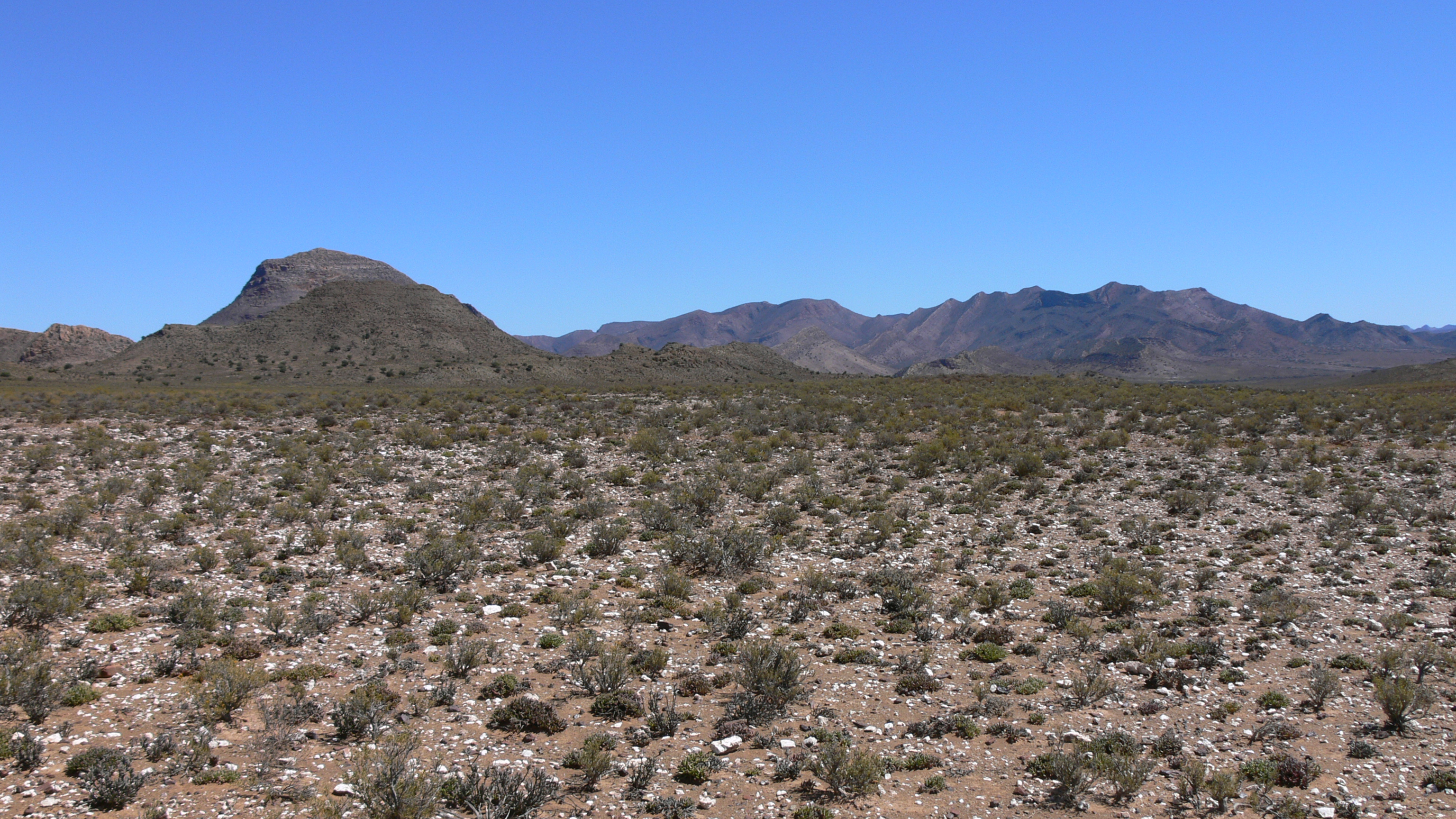
Paisagem da Reserva Natural de Anysberg, município de Kannaland, província do Cabo Ocidental, África do Sul

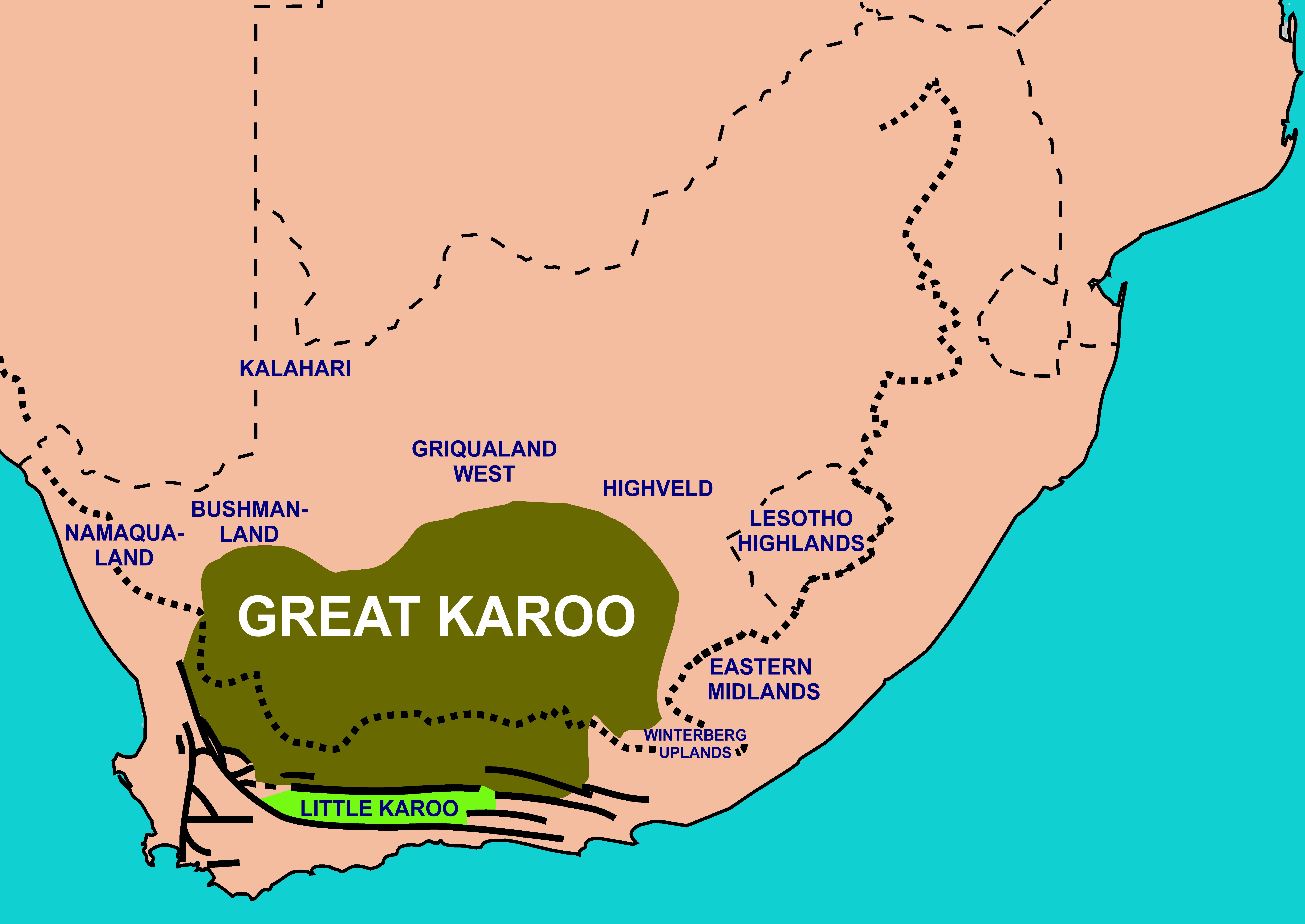
Mapa do Carru, grande e pequeno; em relação à Grande Escarpa da África Austral e montanhas do Cabo

Carru (Karoo) é uma região semi-desértica da África do Sul. Contém duas sub-regiões — o Grande Carru e o Pequeno Carru.
Não existe definição exata do que constitui o Carru, portanto a sua extensão também não é definida com  precisão. O Carru define-se em termos gerais pela sua topografia, geologia e clima e, acima de tudo pelo escasso grau de pluviosidade, ar árido, céu aberto e amplitude térmica muito elevada. O Carru abrigou um ecossistema preservado há centenas de milhões de anos, que é evidenciado através de numerosos fósseis encontrados nesta vasta região.
O Carru formou uma barreira quase impenetrável para a hinterlândia entre a Cidade do Cabo e Blumefontaina. Os primeiros aventureiros, exploradores, caçadores e viajantes a caminho do Highveld descreveram-no por unanimidade como um local extremo e assustador de grande calor, grandes geadas, grandes inundações, e grandes secas. Hoje, ainda é um lugar de grande calor e geadas, e uma precipitação anual entre 50 e 250 mm, embora nalgumas montanhas essa possa ser 250 a 500 mm mais alta do que nas planícies. No entanto, a água subterrânea é encontrada em todo o Carru e pode ser explorada por furos, possibilitando povoamento permanente e a criação de gado ovino.
A vegetação xerófita consiste em aloés, mesembryanthemums, crassulas, euphorbias, stapelias e efémeras do deserto, espaçados em 50 cm ou mais, e tornando-se muito escassas indo para o norte em direção à Bushmanlândia e, a partir daí, para o Calaári. A região mais seca do Carru, contudo, é o canto sudoeste, entre a Grande Escarpa da África Austral e as cordilheiras do Cederberg-Skurweberg, área chamada Tankwa Karoo, que recebe apenas 75 mm de pluviosidade anual média. O Carru oriental e nordeste é frequentemente coberto por grandes áreas de pastagem. Essa é vegetação típica do Carru usada para manter caça de grande porte, às vezes em vastos rebanhos.

## Flora do Carru

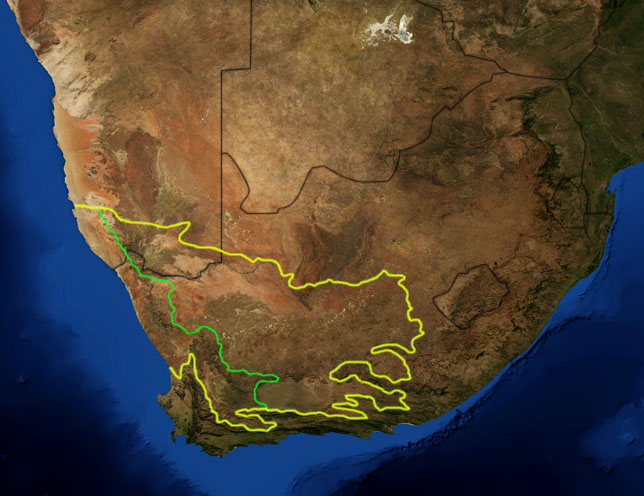
Dois biomas Carrus separados e independentes

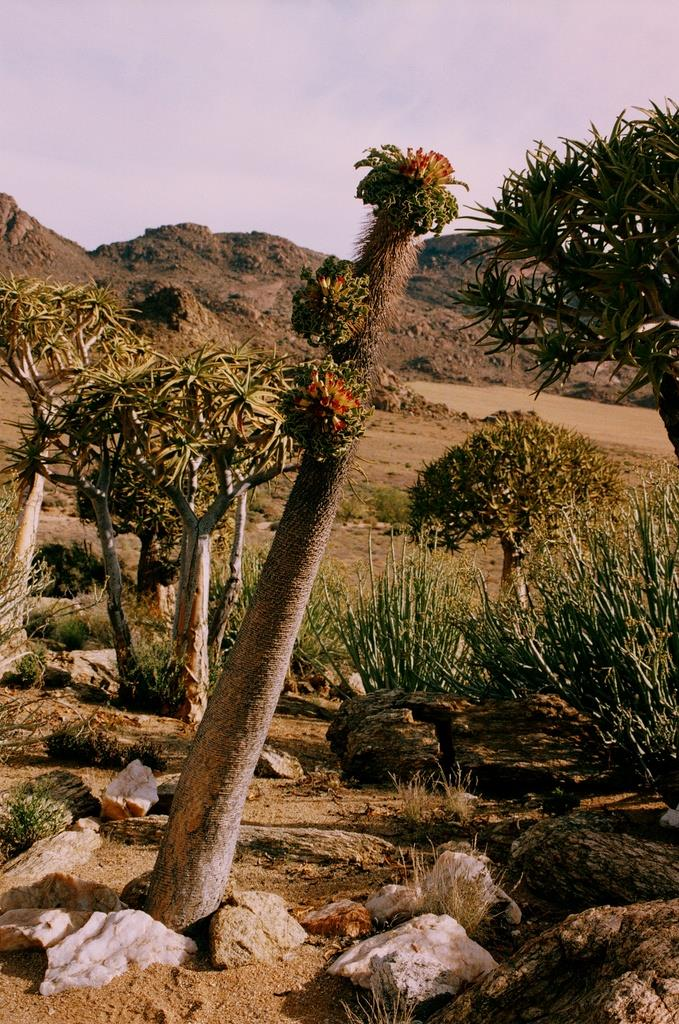
Flora do Carru: Reserva Natural de Goegap, Springbok

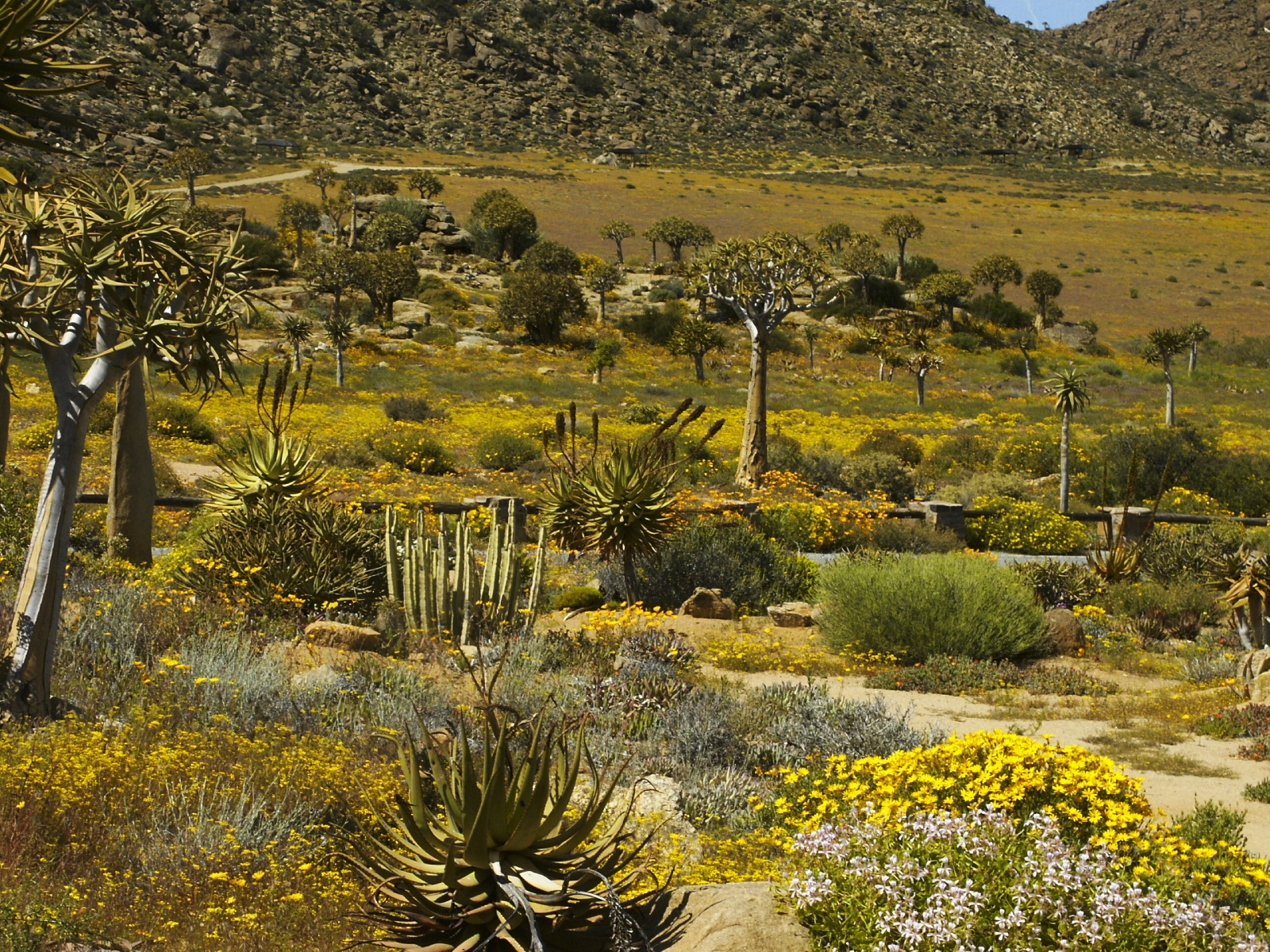
Primavera na Namaqualândia

Dois biomas, ou regiões botânicas da África do Sul, usam o nome Carru: o Carru Suculento a oeste da linha verde, e o Nama Carru ao leste. O Grande Carru e o Pequeno Carru estão quase inteiramente dentro de dois dos oito biomas botânicos da África do Sul, nomeadamente o bioma do Carru Suculento e o Bioma do Nama Carru, ambos dos quais, compreendem o Sistema Geológico Carru, são mais extensos do que o Carru geográfico ou histórico descrito no Atlas e guias de turismo da África do Sul (compare o mapa à direita com o mapa no início do artigo).

### Bioma do Carru Suculento
O bioma do Carru Suculento corre ao longo da costa oeste, aproximadamente de Lamberts Bay rumo ao norte até mais de 200 km no sul da Namíbia. Carru Suculento começa no sul, ao norte da região geográfica do Sandveld, cerca de 250 km ao norte da Cidade do Cabo, e continua ao longo do Richtersveld, imediatamente ao sul do rio Orange, e até a região de Namaqualândia, no sul da Namíbia. Nenhuma dessas regiões é chamada geográfica ou localmente como "Carru". Contudo, possui uma grande extensão para o interior das regiões do Tankwa Karoo e regiões de Moordenaarskaroo do Carru Inferior e região adjacente ao Carru Superior do Grande Carru geográfico. Também ocorre ao sul, em partes do vale do rio Breede, como o Robertson Karoo. A partir daqui, continua para o leste na metade ocidental do Pequeno Carru.
O bioma do Carru Suculento é dominado por plantas anãs, arbustos com folhas suculentas e plantas anuais, predominantemente conhecidas como asteraceae, e popularmente conhecidas como margaridas da Namaqualândia, que exibem flores espetaculares cobrindo vastas extensões da paisagem no início da primavera (agosto-setembro) após as chuvas do inverno. As gramíneas são incomuns, tornando a maior parte do bioma inadequada para pastagem. As baixas chuvas, de facto desencorajam a maioria das formas de agricultura. Uma exceção é a próspera indústria de avestruz no Pequeno Carru, que depende muito da alimentação suplementar com lucerne.
A diferença entre o Carru Suculento e o bioma de Nama Carru, é que o primeiro é muito escasso em chuva que cai como chuva ciclónica no inverno, que tem menos poder erosivo do que as tempestades de verão pouco frequentes, mas violentas, do Nama Carru. A geada também é menos comum no bioma Carru Suculento do que no bioma de Nama Carru. O número de espécies de plantas, principalmente suculentas; é único e alto para uma área árida daquele tamanho em qualquer parte do mundo.

## Grande Carru
É uma região com mais de 400 000 Km2. O único limite nítido e definido do Grande Carru é formado pelas regiões mais interiores das montanhas conhecidas como Cape Fold, ao sul e sudoeste. A extensão do Carru ao norte é vaga, dissipando-se gradual e quase imperceptivelmente na mais árida região de Bushmanlândia na direção do noroeste. Ao norte e nordeste, desaparece nas savanas e pastagens de Griqualândia-Oeste e no Highveld. A fronteira com o leste se transforma nas pastagens de Cabo Oriental e Cuazulo-Natal.

## Pequeno Carru
Como o nome implica, é a menor (e mais meridional) das duas sub-regiões do Carru. Os limites do Pequeno Carru (Klein Karoo) são nitidamente definidos por cadeias de montanhas a oeste, norte e sul. A estrada entre Uniondale e Willowmore é convencionalmente usada para delimitar a extremidade oriental arbitrária aproximada do Pequeno Carru. O seu tamanho é muito menor que o do Grande Carru. Geralmente é referido como Klein Karoo, o termo em africâner para "Pequeno Carru".

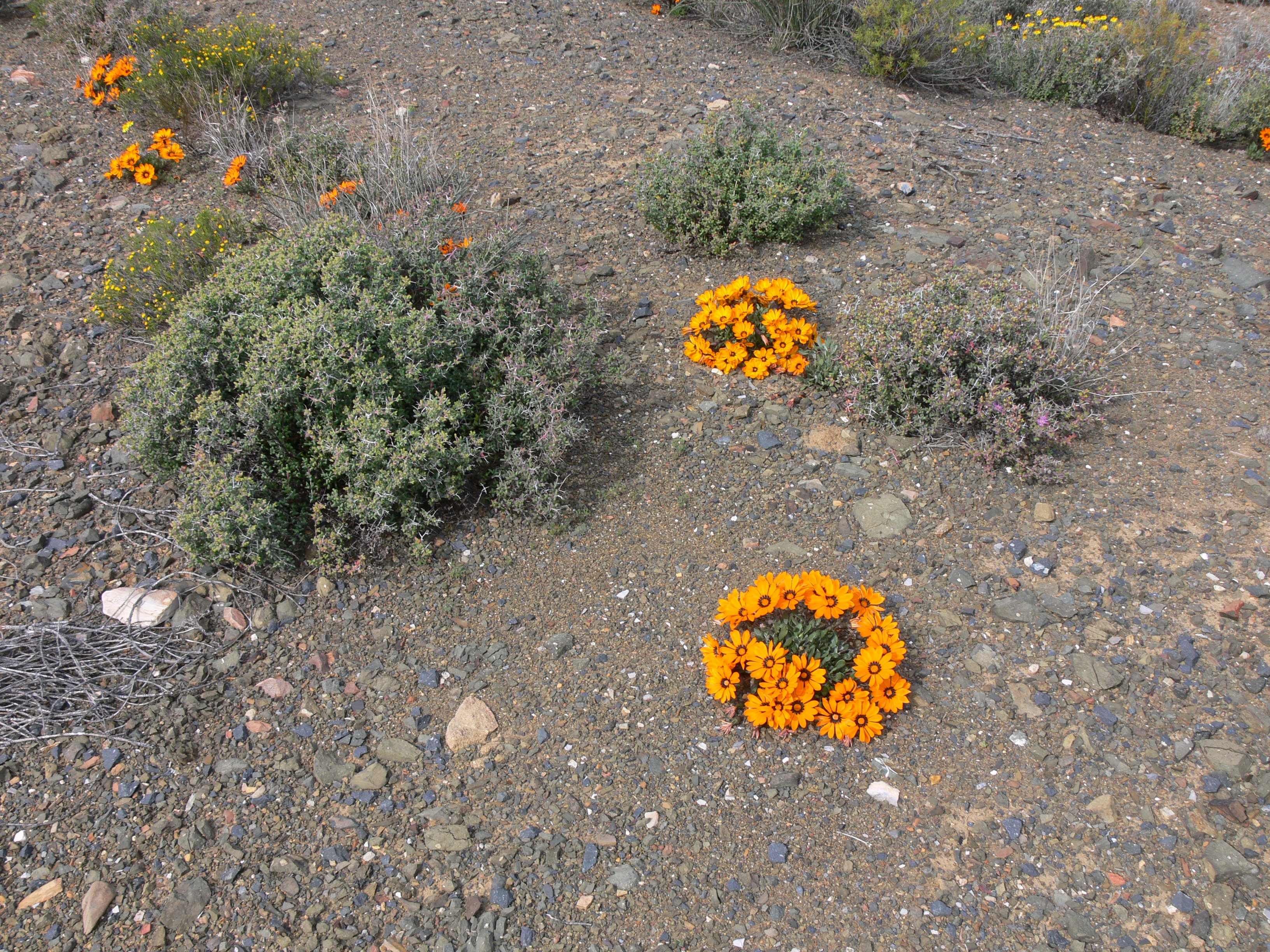
Laingsburg (Grande Carru/Nama Carru)
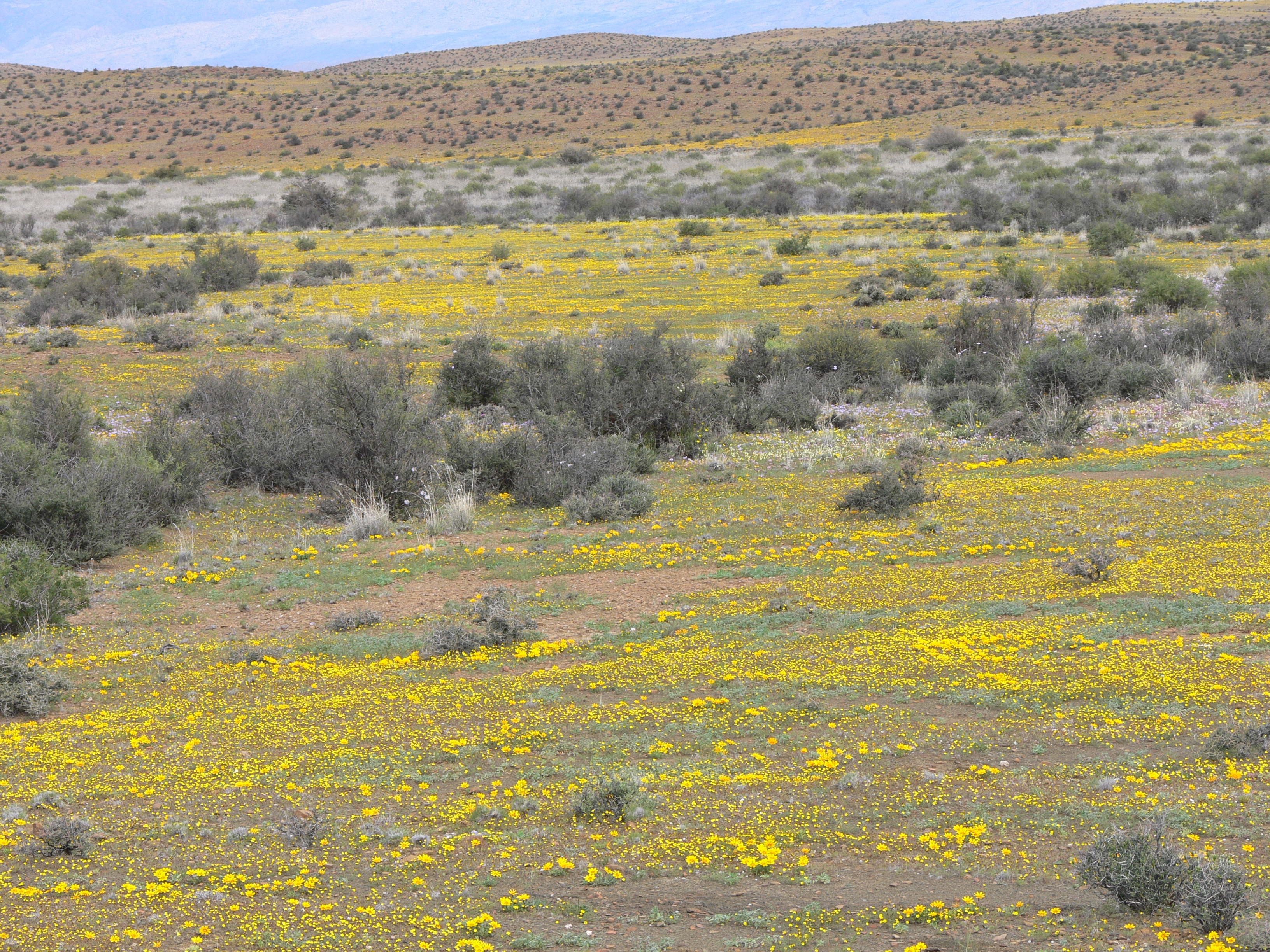
Laingsburg
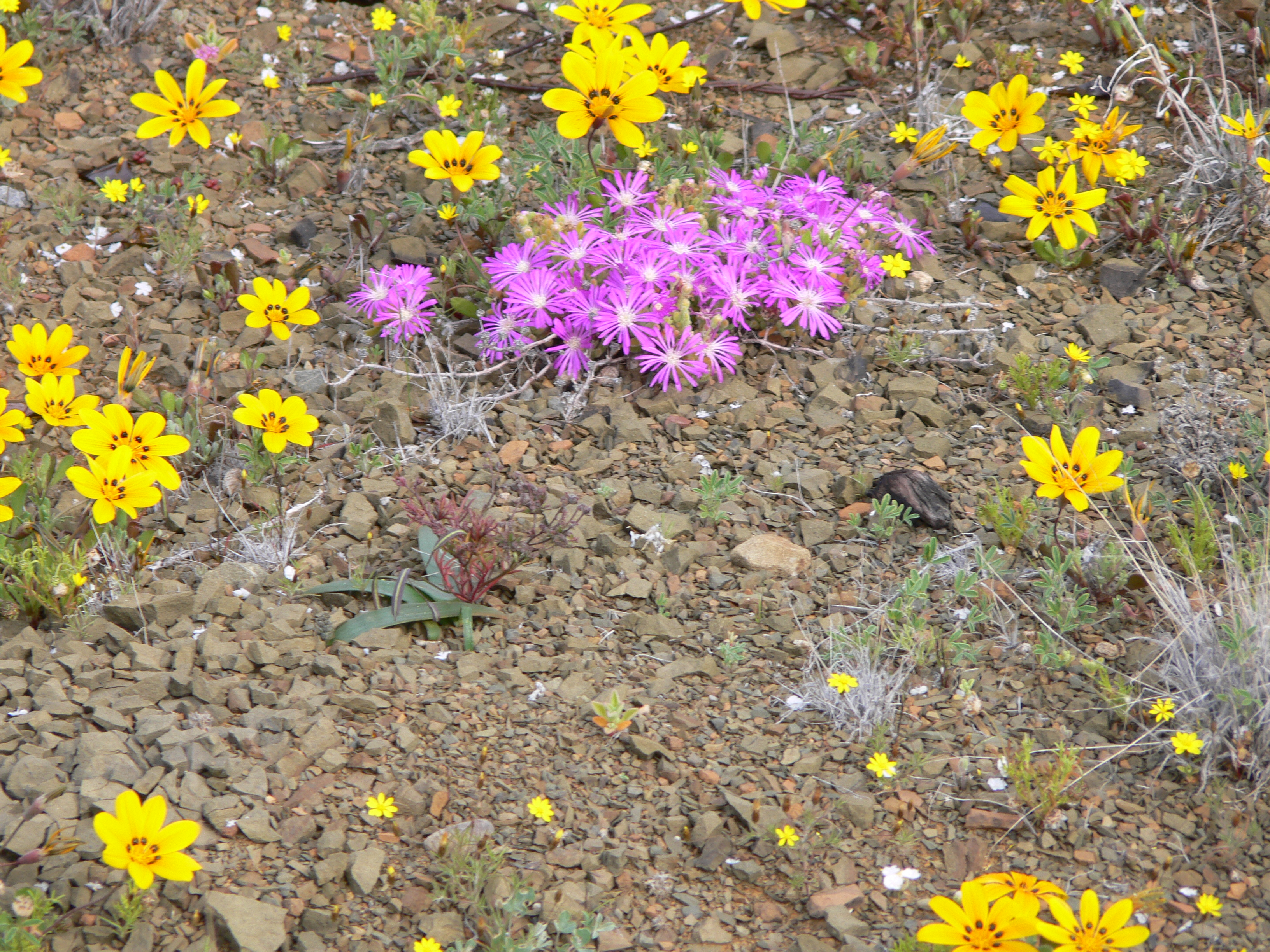
Laingsburg
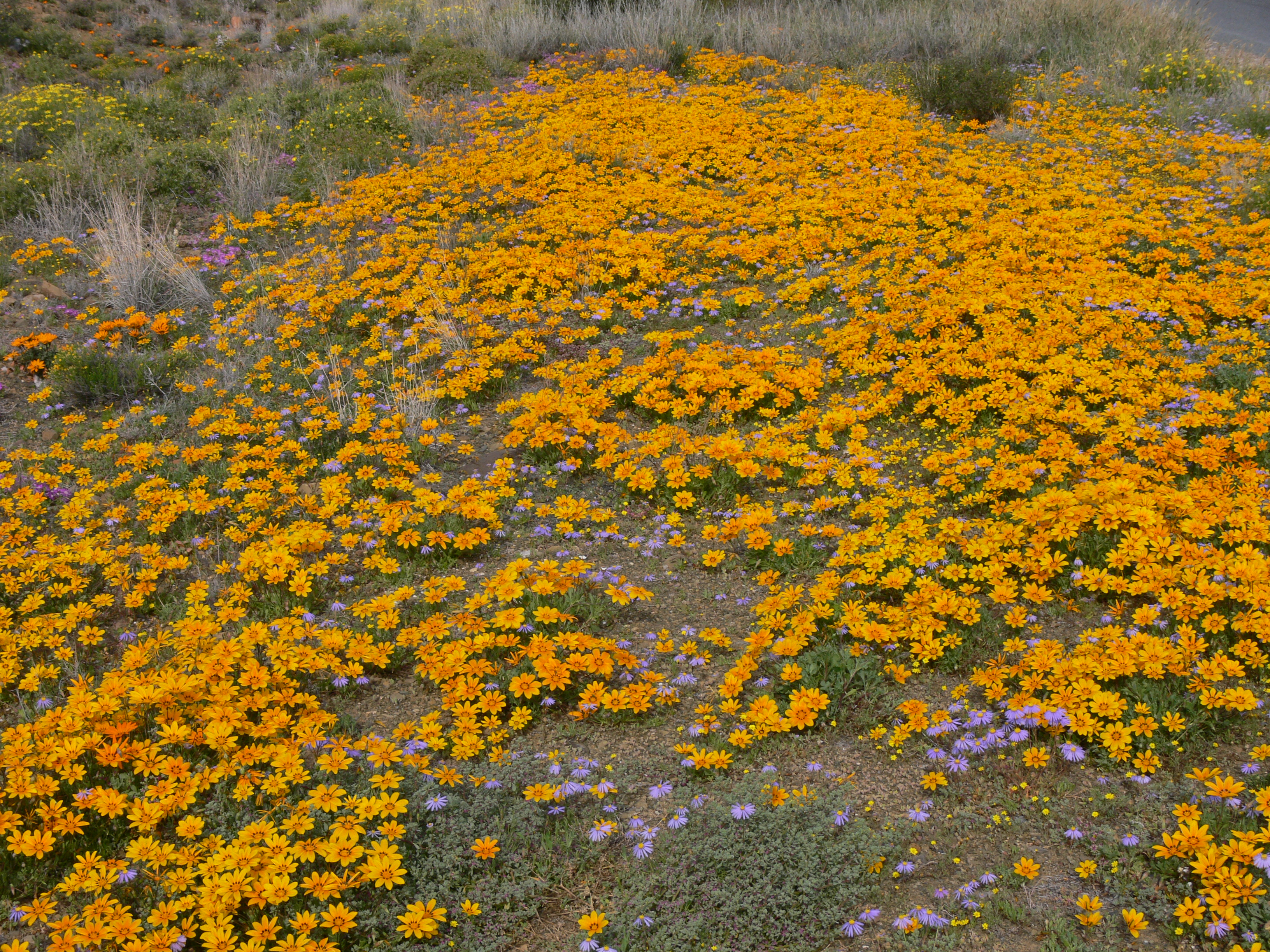
Laingsburg
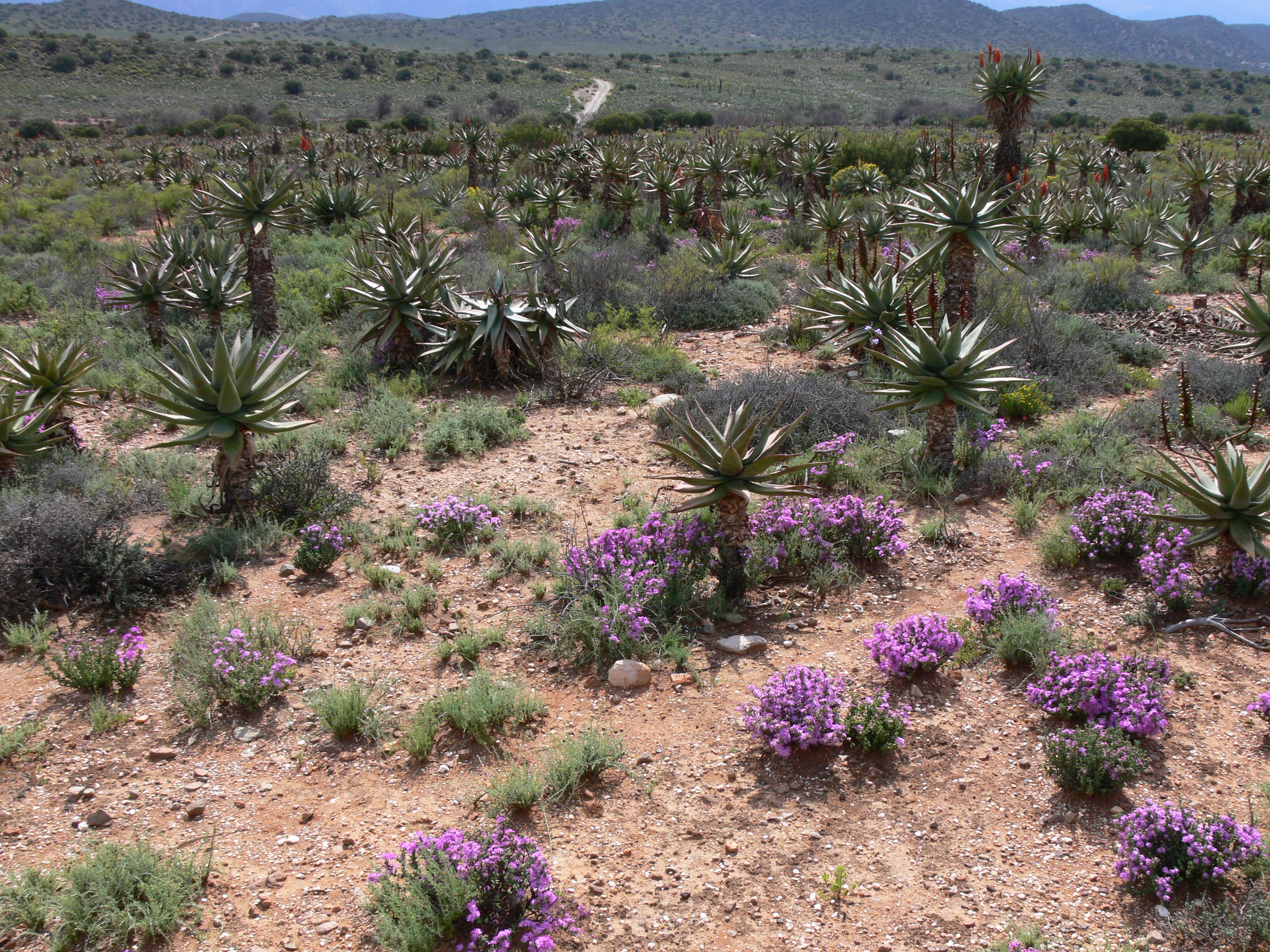
Willowmore
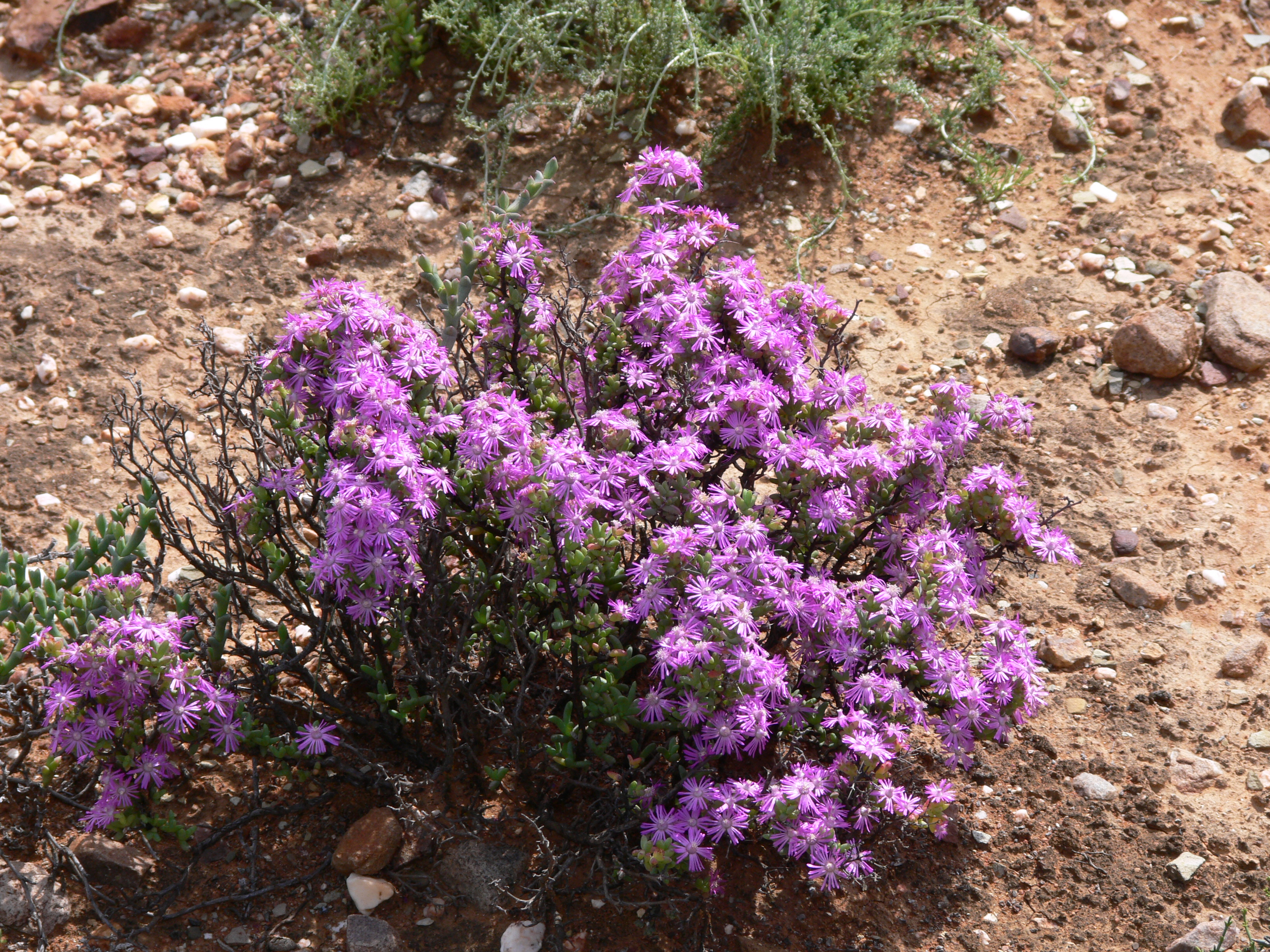
Willowmore
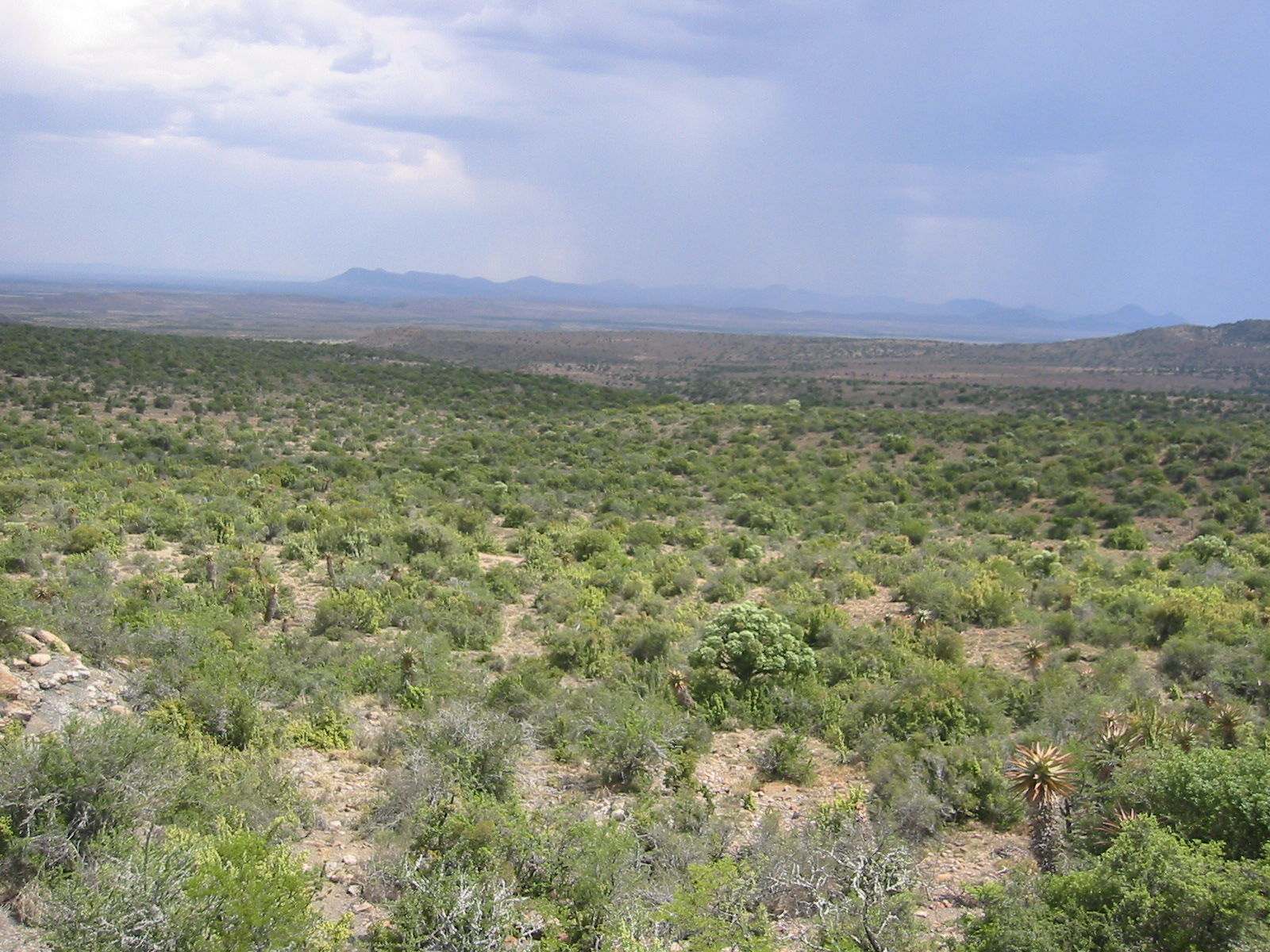
Karoo National Park
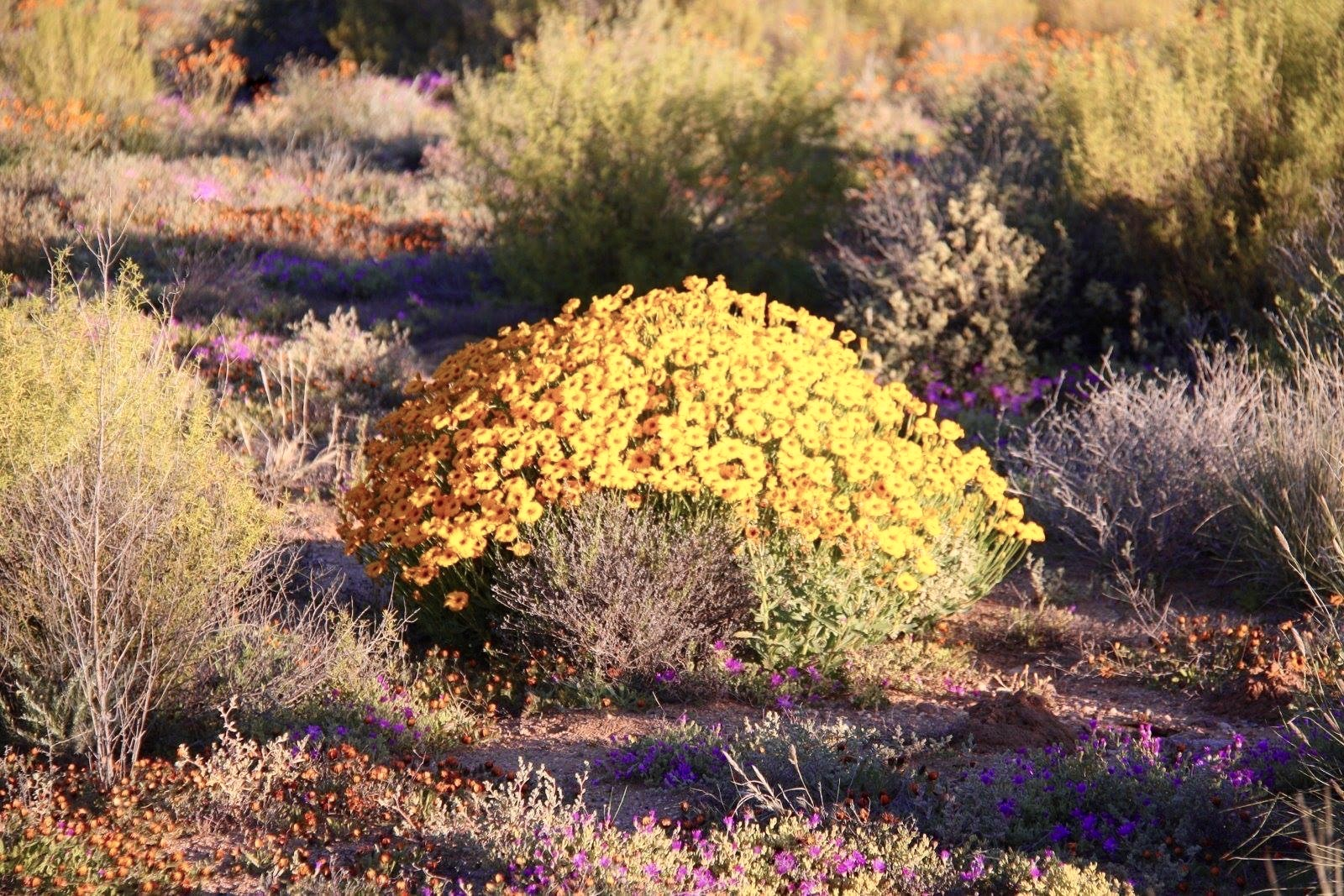
Springbok
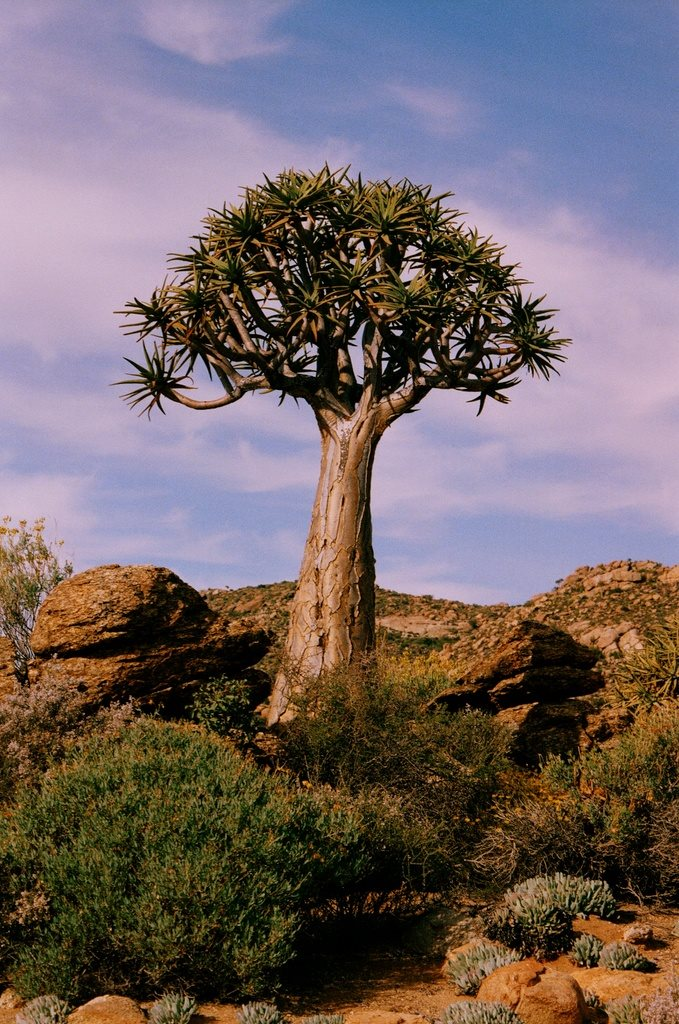
Aloidendron dichotomum, Aloé-aljava ou Kokerboom, em Cabo Setentrional
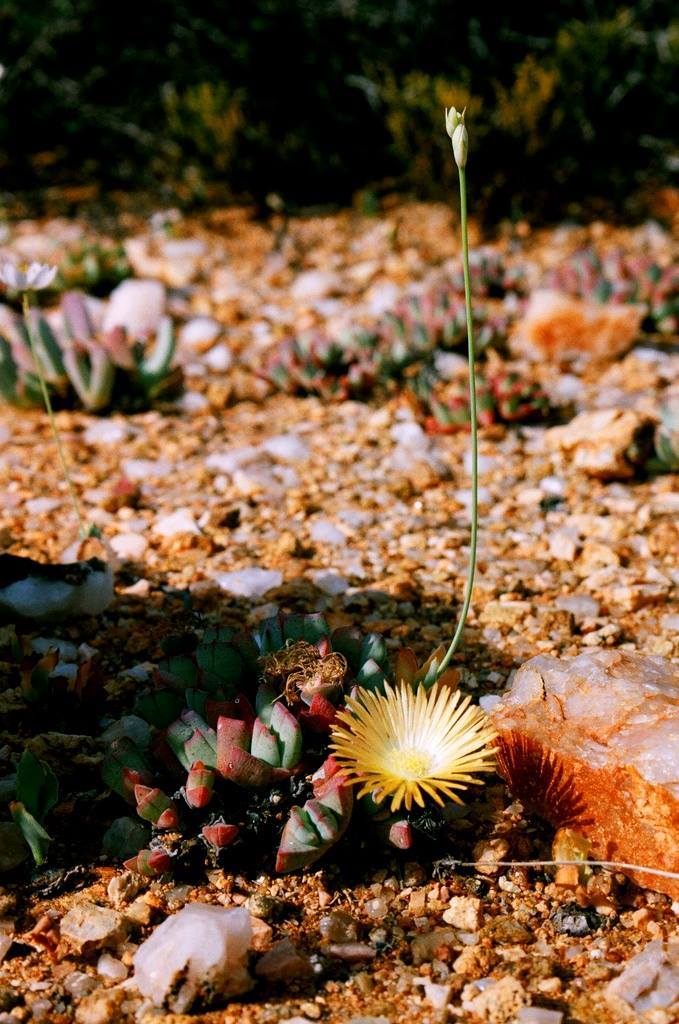
Aizoaceae em floração, Grande Carru

## O Carru na literatura
O poeta Thomas Hardy escreveu sobre o Carru no poema de 1899 "Drummer Hodge" (ou "The Dead Drummer").
Rudyard Kipling, no seu poema de 1901 "Bridge-Guard in the Karroo", evocou a solidão experimentada pelos soldados que serviam na blocausse da estação-quartel de Ketting, no Rio Dwyka, enquanto protegiam o Caminho de Ferro do Carru, uma linha de comunicação vital durante a Segunda Guerra dos Bôeres.

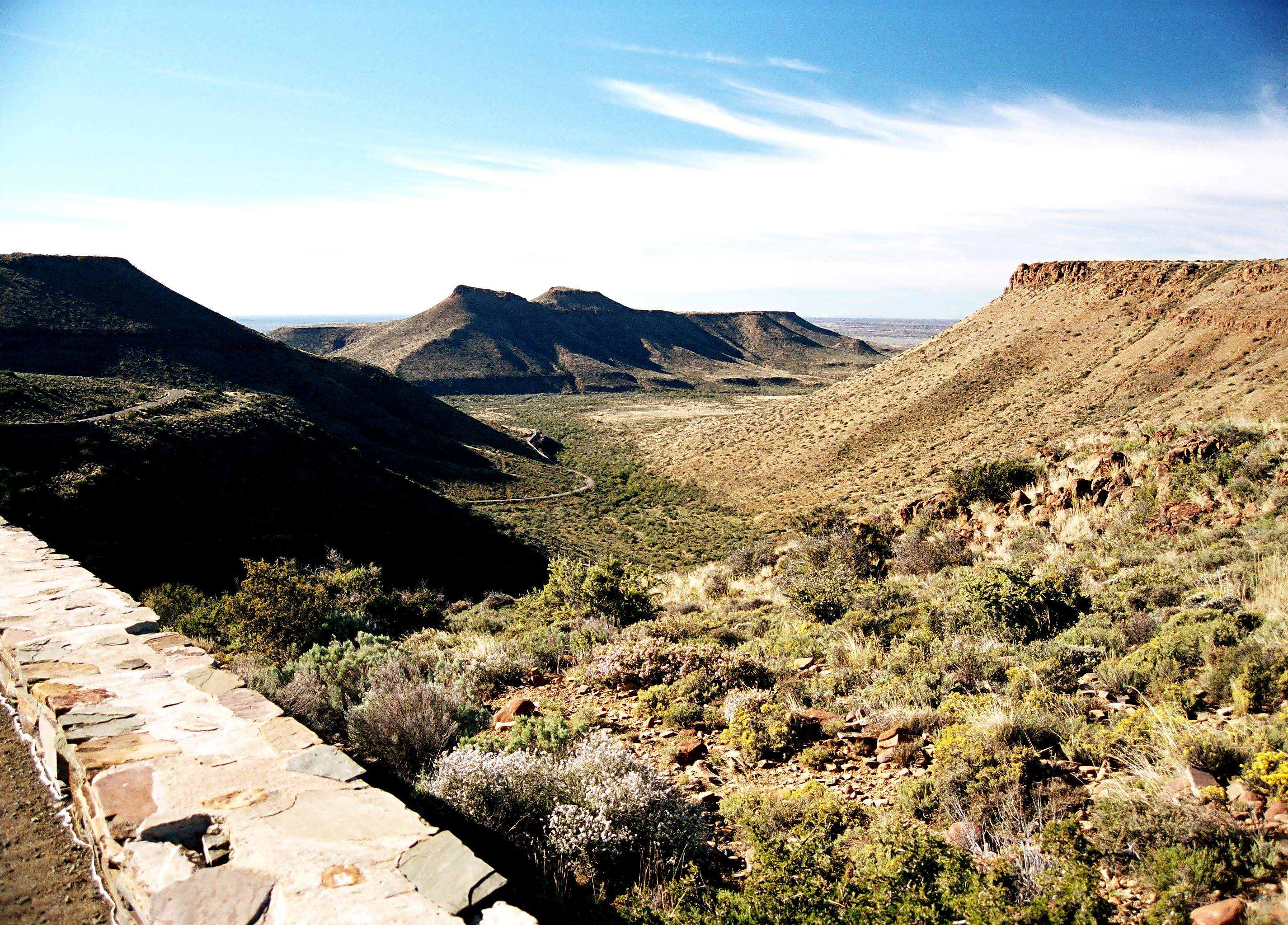
Montanhas de Nuweveld, próximo de Beaufort West
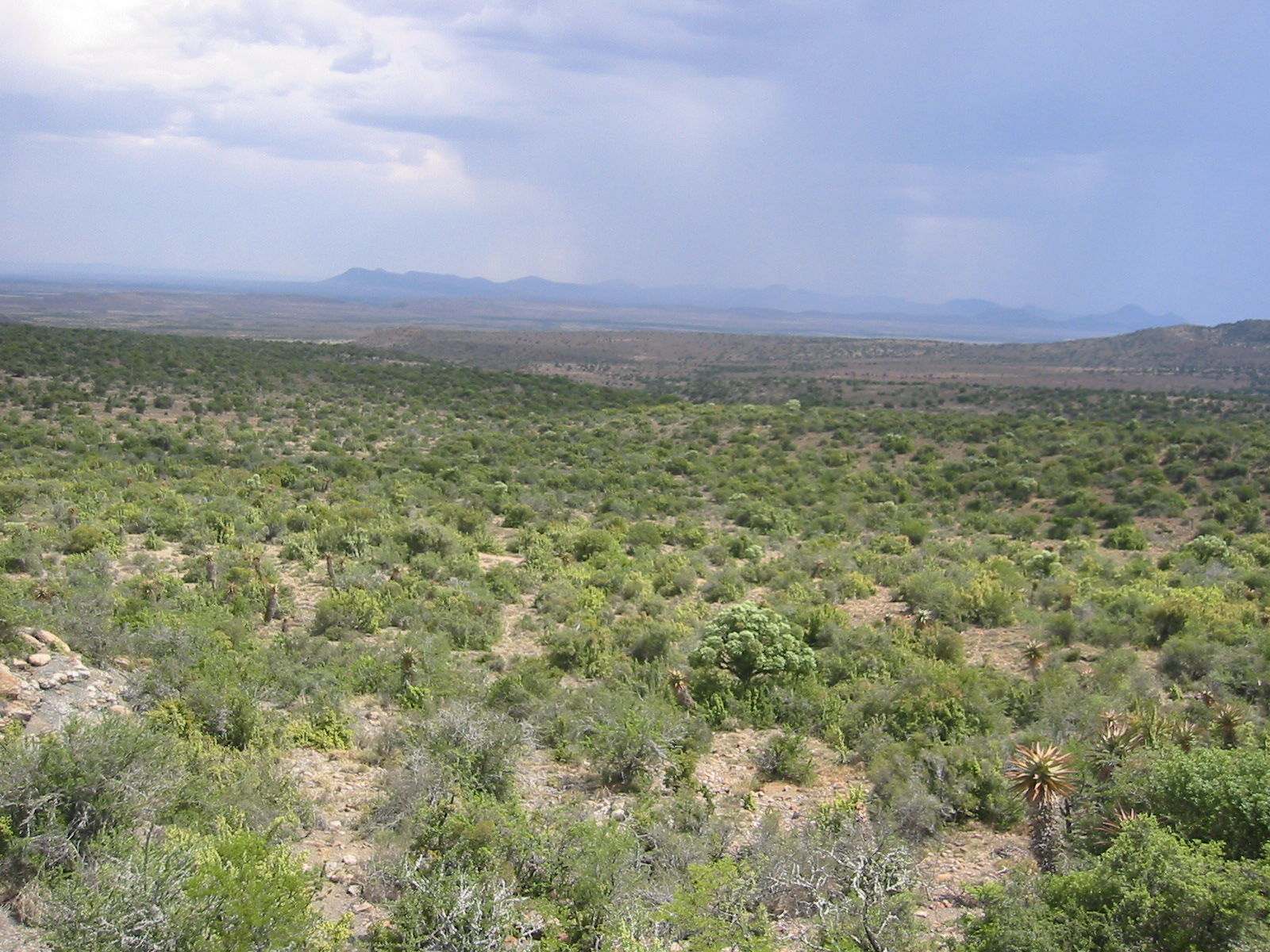
O Baixo Carru
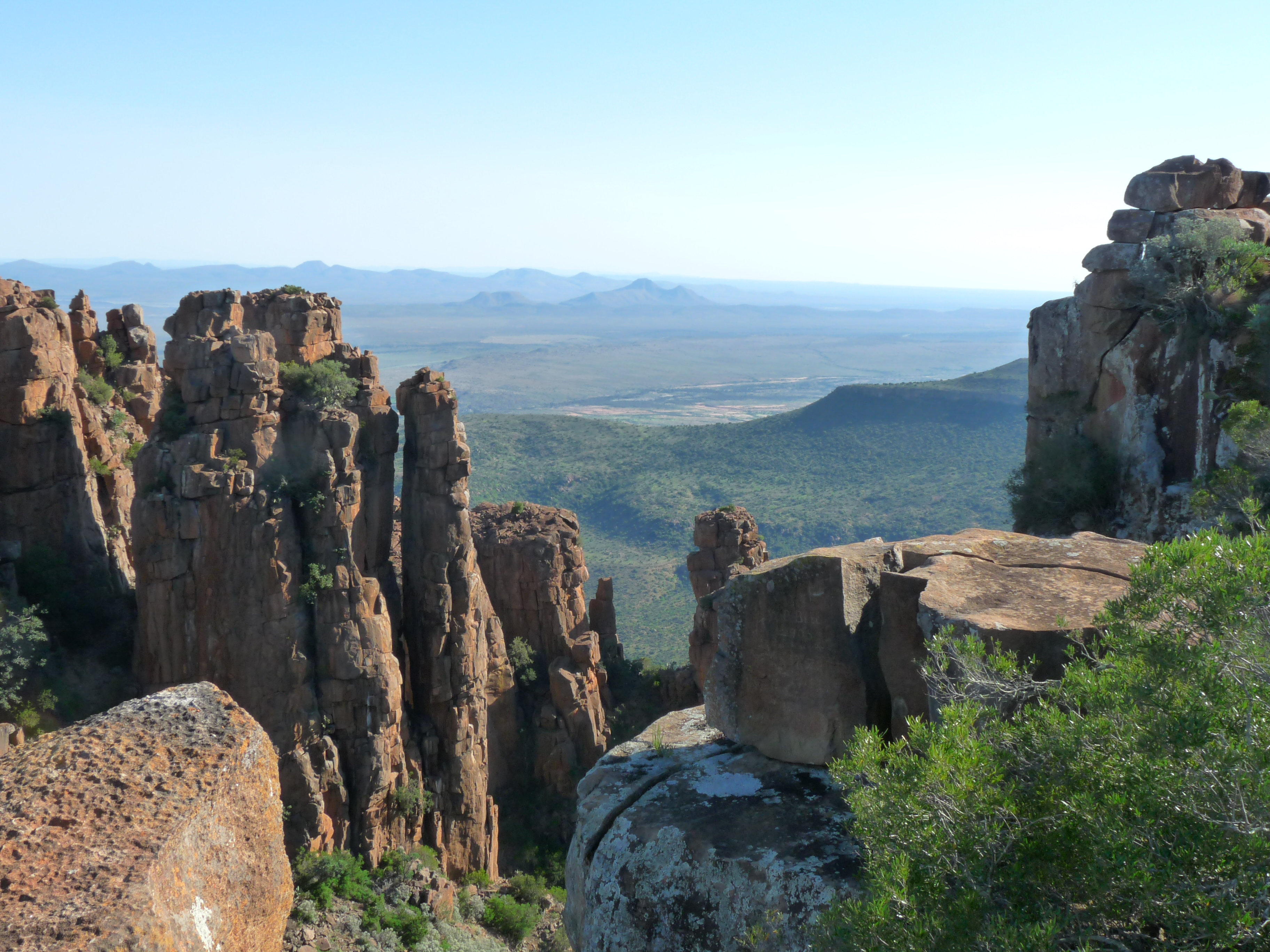
Vale da Desolação, próximo de Graaff-Reinet
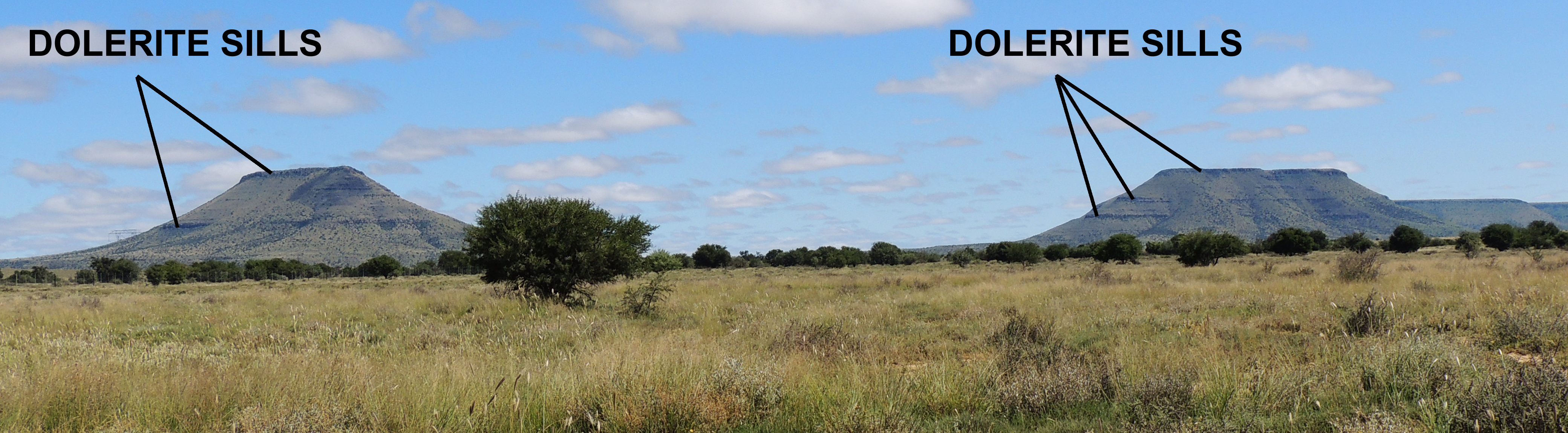
Cabeços típicos ou “Karoo koppies” próximo de Cradock